# Стримба (Надвірнянський район)
Стри́мба — село в Україні, у Надвірнянській міській громаді Надвірнянського району Івано-Франківської області. Населення становить 2068 осіб.

## Демографія
Населення складає 2068 мешканців (пенсіонерів — 457; багатодітних сімей — 18; малозабезпечених сімей — 15). Осіб з обмеженими можливостями — 11 (зокрема: І групи — 5, ІІ групи — 2, ІІІ групи — 1, дітей-інвалідів — 3). Налічується 896 домогосподарств.

### Мова
Розподіл населення за рідною мовою за даними перепису 2001 року:
| Мова       | Кількість | Відсоток |
| ---------- | --------- | -------- |
| українська | 2076      | 99.71%   |
| російська  | 4         | 0.19%    |
| білоруська | 2         | 0.10%    |
| Усього     | 2082      | 100%     |

## Інфраструктура
В селі діє загальноосвітня школа I—III ступенів, амбулаторія, клуб, бібліотека. 
Село газифіковане, у 2017 році електрифіковане вуличне освітлення. Дорожнє полотно в селі — гравійне покриття.
На території села зареєстрована греко-католицька церква «Святого Миколая» (отець Василь Іроденко).
На території села встановлена державна телевізійна вежа.
У 1985 році виготовлено генеральний план села.
Мікротопоніми — гори Страгора та Голиця.
В селі існує футбольний клуб «Страгора» та футбольне поле.
Кількість виданих державних актів на право приватної власності на земельні ділянки — 466.

## Загальноосвітня школа І—ІІІ ст.
Директор — Сергій Денисович Штокалко (02.12.1957 р. н.; на цій посаді — з 1991 року). У школі навчається — 155 учнів. Тип приміщення — нового типу, в наявності спортзал, опалення — пічне.

## Амбулаторія
Обслуговує 2000 осіб, зокрема дорослих — 1518, дітей — 482.
Завідувач: Уляна Михайлівна Савуляк (21.09.1984 р. н.; на цій посаді — з 2007 року).
Кадровий склад: 1 фельдшер, 1 медсестра, 1 молодша медсестра.
Є три кабінети. Опалення — пічне (газ), транспортом не забезпечене.
Проблемні питання:
- придбання укладки на пологи, медінструментарію, ваги дитячої та для дорослих, ростоміру, холодильника, умивальника
- проведення капітального ремонту
- поновлення м'якого та твердого інвентаря

## Сільський клуб
Завідувач: Кароліна Адамівна Шайбінгер (02.03.1972 р. н.; на цій посаді — з 2013 року).
Опалення в клубі відсутнє. В клубі займається 3 колективи художньої самодіяльності.

## Бібліотека
Завідувач: Галина Дмитрівна Збіглей (23.10.1946 р. н.; на цій посаді — з 1997 року).
Опалення — пічне (газ). Стан закладу незадовільний. Проблемні питання — необхідність переведення в інше приміщення (наразі приміщення орендоване).

## Особистості
- Степан Іванович Герелишин — художник
- Юрій Миколайович Луців

## Надзвичайна подія
30 вересня 2023 року, о 17:00, поблизу села Стримба стався прорив нафтопроводу діаметром 150 мм із подальшим розлиттям нафтопродуктів уздовж потічка на площі 100 м². Сталося займання, вогонь перекинувся на приватний будинок.